# Намба, Хидэки
Хидэки Намба (яп. 難波 英樹, родился 14 октября 1974 в префектуре Канагава) — японский регбист, игравший на позиции центра.

## Карьера
Окончил технический колледж Сагамидай, с 1992 по 1995 годы играл за его команду и выиграл в её составе чемпионат Японии среди колледжей 1994 года. Выступал также за команду университета Тэйкё. С 1999 по 2011 годы играл в чемпионате Японии за клуб «Тойота Верблиц».
За сборную Японии дебютировал 20 мая 2000 года в тест-матче против Фиджи в Токио. Участник чемпионата мира 2003 года, сыграл 18 октября 2003 года последнюю игру за сборную против Франции в Таунсвилле.